# Жива(II) флуорид
Жива(II) флуорид је неоргански метални флуорид који се забележава формулом . Са водом реаугије на флуороводоничну киселину и Жива(II) оксид на следећи начин: